# John Michael Kudrick
John Michael Kudrick (* 23. Dezember 1947 in Lloydell, Pennsylvania) ist ein US-amerikanischer Ordensgeistlicher der Regulierten Franziskaner-Tertiaren (TOR) und emeritierter Bischof von Parma (Ohio) der Ruthenischen griechisch-katholischen Kirche.

## Leben
John Michael Kudrick trat 1968 der Ordensgemeinschaft der Regulierten Franziskaner-Tertiaren (TOR) bei und legte 1971 die Feierlichen Gelübde ab. Er empfing am 3. Mai 1975 in der Kapelle des Saint Francis College in Loretto (Pennsylvania) von Bischof Jaime Miriam Veigle die Priesterweihe. Er wurde im Mai 1987 in den Klerus der Erzeparchie Pittsburgh der Ruthenischen griechisch-katholischen Kirche (Byzantine Catholic Church) inkardiniert.
Papst Johannes Paul II. ernannte ihn am 3. Mai 2002 zum Bischof der Eparchie Parma. Die Bischofsweihe spendete ihm der Erzbischof von Pittsburgh, Basil Myron Schott OFM, am 10. Juli desselben Jahres; Mitkonsekratoren waren Andrew Pataki, Bischof von Passaic, und William Charles Skurla, Bischof von Van Nuys.
Papst Franziskus nahm am 7. Mai 2016 sein Rücktrittsgesuch an.